# Ingen tid för kärlek – en film om Johnny Bode
Ingen tid för kärlek – en film om Johnny Bode är en svensk dokumentärfilm som hade premiär i Sverige den 3 november 2017. Filmen är regisserad av Bo Sjökvist, som även skrivit manus tillsammans med Frederik Lange och Bengt Löfgren. Den är producerad av Fredrik Lange, Simon Perry och Daniel Pynnönen. En förkortad version av filmen visades inom ramen för K special i SVT2 den 6, 7 och 10 april 2018.

## Handling
Filmen handlar om Johnny Bodes brokiga liv. Från schlager- och operettsångare, inte sällan med texter av sexuell natur till en rufflare med radikala åsikter.

## Medverkande
- Johnny Bode
- Lillemor Dahlqvist
- Mattias Enn
- Ingmar Norlén
- Bo Sjökvist
- Gustaf Görfelt